# Гігантоклітинний артеріїт
Гігантоклітинний артеріїт (також хвороба Гортона, «скроневий артеріїт») — гранулематозний артеріїт, що уражає скроневу артерію. Найчастіше хворіють люди, старші за 50 років. Клінічну картину описав американський лікар Баярд Гортон (англ. Bayard Taylor Horton) у 1932 році. До теперішнього часу точні причини розвитку гігантоклітинного артеріїту невідомі. Є припущення, що вони пов'язані з порушенням функції імунної системи. Відомо тільки, що хвороба розвивається на тлі порушень імунних реакцій, найчастіше уражає жінок у віці 70-80 років. Це доведено тим, що більш ніж у 50 % пацієнтів знаходять антитіла до імуноглобуліну типу М і А, а також відкладення імунних комплексів на уражених артеріях.

## Клінічні ознаки
На перших стадіях скроневий артеріїт може не мати симптомів. З іншого боку, якщо пацієнт перед цим переніс інфекційну хворобу, скроневий артеріїт може мати гострий початок, що обумовлено ослабленим імунітетом.
Спочатку захворювання має симптоми, що нагадують ГРВІ: гарячка, головний біль, стомлюваність. Пізніше до них додається зниження ваги аж до анорексії, міалгія та артралгія, а також безсоння.
З розвитком гігантоклітинний артеріїт набуває судинної симптоматики: підвищення щільності скроневих артерій, їх болючість, що виникає при промацуванні; вузлики на волосистої області голови; набряки, гіперемія шкіри в ділянці скронь. Коли ураження доходить до внутрішньої сонної артерії, можуть спостерігатися ішемічні атаки або інсульт. Вкрай рідко артеріїт може доходити до великих артерій, проявляючись інфарктами. Також хвороба супроводжується ураженнями органів зору: диплопією (двоїння в очах); розмиття навколишніх предметів; затуманення погляду; біль. Симптоматика пов'язана з ураженнями судин та порушенням кровопостачання очних яблук.

## Діагностика
Постановка діагнозу починається з відвідування лікаря. Лікар збирає анамнез, зіставляє ознаки у пацієнта з клінічною картиною артеріїту, а потім призначає додаткові дослідження: Обстеження в окуліста і невролога. Біопсію скроневої артерії. Клінічний аналіз крові, що показує наявність анемії та лейкоцитозу. Біохімічний аналіз крові .УЗД екстракраніальних судин. МРТ і КТ.

## Лікування
Лікування скроневого артеріїту може бути терапевтичним і хірургічним.

### Терапевтичні засоби
Терапевтична методика полягає в гормональній терапії. Проводиться вона преднізолоном або метилпреднізолоном за таким сценарієм:
Преднізолон приймають по 60 мг на добу протягом 2-4 діб. Кожну тиждень дозу знижують на 5 мг, доводячи до 40 мг/добу. Після цього, дозу знижують на 2 мг щотижня аж до 20 мг/добу. Після, доза знижується на 1 мг щотижня. Якщо захворювання загострюється, дозування ліків тимчасово підвищують аж до повного зникнення симптоматики. Метилпреднізолон методом пульс-терапії приймають по 1 г внутрішньовенно протягом 3 діб. Після, метилпреднізолон приймають всередину 20-30 мг на добу. Якщо пацієнт хворіє на цукровий діабет або інфекційні захворювання, потрібно додатково провести антибактеріальну терапію. Якщо пацієнт не може приймати вищезазначені препарати, або вони не допомагають, лікар може призначити прийом цитостатиків, наприклад, азатіоприну, метотрексату та інших.

### Хірургічні методи
Операція призначається лише тоді, коли артеріїт розвивається ускладнено або на тлі ракових захворювань, тромбів або аневризми. 